# Phaea johni
Phaea johni là một loài bọ cánh cứng trong họ Cerambycidae.